# 645 v.Chr.
Het jaar 645 v.Chr. is een jaartal volgens de christelijke jaartelling.

## Gebeurtenissen

### Klein-Azië
- Koning Sardur III (645 - 635 v.Chr.) heerser over de vazalstaat Urartu.

### Griekenland
- Dropides wordt benoemd tot archont van Athene.

## Overleden
- Archilochus, Grieks dichter van Paros
- Rusa II, koning van Urartu